# Смуул, Юхан
Ю́хан Сму́ул (эст. Juhan Smuul, до 1954 года Йоханнес Юрьевич Шмуул (эст. Johannes Schmuul); 18 февраля 1922, Эстония — 13 апреля 1971, Эстонская ССР) — эстонский советский писатель. Заслуженный писатель Эстонской ССР (1955), народный писатель Эстонской ССР (1965).

## Биография

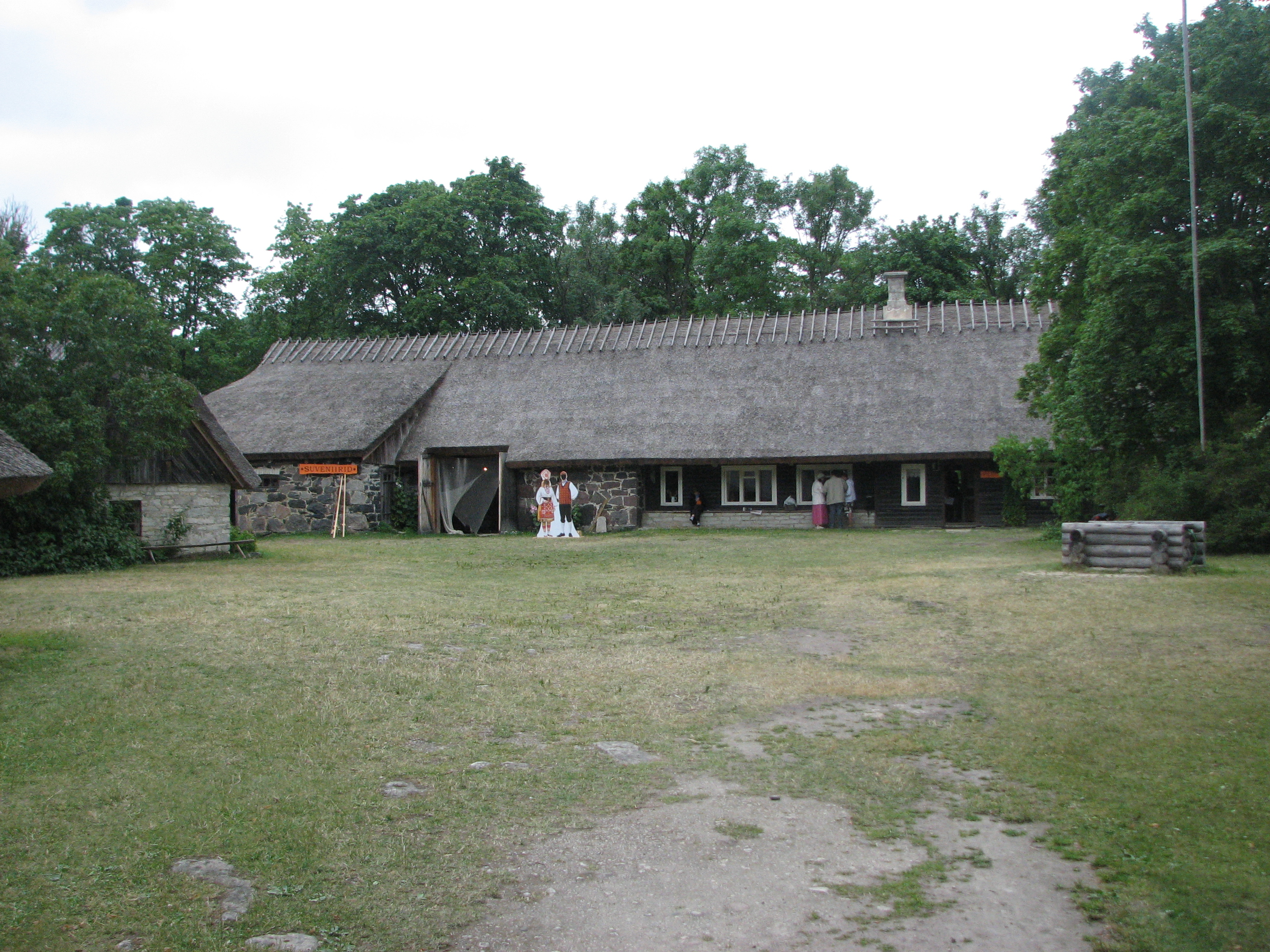
Родной дом Юхана Смуула на острове Муху

Родился 18 февраля 1922 года в деревне Когува на острове Муху в Эстонии, в семье крестьянина-рыбака. Окончив в 1936 году начальное училище, стал заниматься рыболовством и сельским хозяйством. В 1941 году был призван в РККА, но по состоянию здоровья на фронт не попал и в 1944 году был демобилизован.
С 1943 года он был литературным сотрудником эстонской газеты «Рахва Хяэль» («Голос народа»), затем — заместителем редактора газеты «Сирп я вазар» («Серп и молот») и редактором журнала «Пионер» в Таллине. Член ВКП(б) с 1951 года.
В 1953—1971 годах — председатель Союза писателей Эстонской ССР.
Секретарь правления Союза писателей СССР (1954—1971).
В 1956—1958 и 1960—1966 годах член ЦК КПЭ.
Депутат Верховного Совета Эстонской ССР 4 созыва. Депутат Верховного Совета СССР[где?] 5—6 созывов (1958—1966).
Умер 13 апреля 1971 года. Похоронен на таллинском Лесном кладбище под именем Johannes Smuul.

## Творчество
Начал писать в 1943 году.
Опубликовал на эстонском языке сборники стихов «Суровая юность» (1946), «Чтобы яблони цвели» (1951), поэмы «Сын бури», «О чём говорил рыбак» (1947), «Красный обоз из деревни Когува» (1947), «Бригада парней из Ярвесуу» (1948, о трудовом энтузиазме строителей сельской электростанции), «Поэма Сталину» (1949). Последние две вошли в сборник «Стихотворения. Поэмы» (1951).
На русском языке были изданы сборники «Стихотворения», «Избранное», а также «Эстонская поэма». В них автор показывает созидательный труд советской молодёжи.  Великой Отечественной войне посвящена поэма «Я — комсомолец» (1953). Книга очерков «Письма из деревни Сыгедате» (1955) была экранизирована в 1966 году.
В 1957 году Смуул написал гротескно-юмористическую повесть «Удивительные приключения мухусцев на юбилейном празднике песни в Таллине». Много путешествовал по миру в различных экспедициях, что нашло отражение в его произведениях «Ледовая книга» (1958, русский перевод 1959), «Японское море, декабрь» (1963).
Смуулу принадлежат сатирическо-гротескные антимещанские пьесы «Вдова полковника, или Врачи ничего не знают» (1965), «Жизнь пингвинов» («До прихода лисиц») (1969), пьесы «Атлантический океан» (1956), «Аса» (1959), «Йынн с острова Кихну — дикий капитан» (1964), сатирические «Монологи» (1968), либретто оперы «Берег бурь» Г. Г. Эрнесакса (1949), песни.

## Критика
В 2023 году выяснилось участие Юхана Смуула в депортациях в марте 1949 года (согласно воспоминаниям одного из жителей волости Кыуэ, Юхан Смуул и Дебора Вааранди описывали имущество депортируемых), и в научных кругах началось обсуждение его коллаборационизма и степени вины и ответственности писателя. После этого союз писателей Эстонии начал собирать подписи за снятие барельефа в честь Юхана Смуула со стены таллинского Дома писателей.
Член Союза писателей Эстонии Андрус Кивиряхк отметил, что идея убрать мемориальную доску постыдна и неуместна. «Смуул был важным и блестящим писателем, во много раз более талантливым, чем те, кто в настоящее время просит снести установленный в честь него барельеф», ― сказал он.

## Экранизации
- 1966 — Письма с острова Чудаков — по книге очерков «Письма из деревни Сыгедате»
- 1967 — Полуденный паром — по сценарию Юхана Смуула
- 1973 — Дикий капитан — по пьесе «Йынн с острова Кихну — дикий капитан»

## Награды и премии
- Сталинская премия третьей степени (1952) — за сборник «Стихотворения. Поэмы» (1951)
- Ленинская премия (1961) — за антарктический путевой дневник «Ледовая книга» (1958)
- две Премии Советской Эстонии (1949, 1950)
- орден Ленина (28.10.1967)
- орден Трудового Красного Знамени (30.12.1956)
- орден «Знак Почёта»
- народный писатель Эстонской ССР (1965)
- заслуженный писатель Эстонской ССР (1955)

## Увековечение памяти

Барельеф Юхана Смуула на стене таллинского Дома писателей

В 1971 году имя Юхана Смуула было присвоено ежегодной Литературной премии Эстонской ССР (эст. Juhan Smuuli nimeline kirjanduse aastapreemia). Премия присуждалась эстонским писателям (одним из известных лауреатов премии является детский писатель Эно Рауд).
На родине писателя в 1971 году открыт мемориальный музей (с 1990 года — Музей Муху).
В Таллине память о Юхане Смууле увековечена барельефом, установленным в 1972 году на стене Дома писателей (улица Харью, д. 1), авторы Матти Варик и Аллан Мурдмаа.
Именем Юхана Смуула названа одна из улиц Таллина.
В 1990 году в Таллинском парке Кадриорг был установлен памятник Юхана Смуула (скульптор Тыну Мааранд). В парке памятник неоднократно подвергался вандализму. После того, как в 1996 году была предпринята попытка украсть памятник, он пять лет находился в складском помещении. 19 июля 2006 года памятник был перенесён в родную деревню писателя на острове Муху.
В феврале 2024 года под барельефом на стене Дома писателей была установлена информационная доска с надписью «Тёмная сторона истории Юхана Смуула».

## Личная жизнь
Жена — Дебора Вааранди.